# Nästjärnen, Medelpad
Nästjärnen är en sjö i Sundsvalls kommun i Medelpad och ingår i Selångersåns huvudavrinningsområde. Sjön har en area på 0,084 kvadratkilometer och ligger 254 meter över havet. Sjön avvattnas av vattendraget Selångersån.

## Delavrinningsområde
Nästjärnen ingår i det delavrinningsområde (693043-154933) som SMHI kallar för Utloppet av Nästjärnen. Medelhöjden är 270 meter över havet och ytan är 0,5 kvadratkilometer. Räknas de 2 avrinningsområdena uppströms in blir den ackumulerade arean 6,91 kvadratkilometer. Avrinningsområdets utflöde Selångersån mynnar i havet. Avrinningsområdet består mestadels av skog (60 procent). Avrinningsområdet har 0,08 kvadratkilometer vattenytor vilket ger det en sjöprocent på 16,9 procent.